# Gita Ramjee
Gita Ramjee (8 de abril de 1956-Umhlanga, Durban, 31 de marzo de 2020) fue una científica ugandesa-sudafricana e investigadora en prevención del VIH. En 2018, recibió el premio Mujer Científica Sobresaliente de la Alianza Europea-Países en Vías de Desarrollo para Facilitar Tratamiento del SIDA, de la tuberculosis y del paludismo) (EDCTP). Murió en Umhlanga, Durban, Sudáfrica, por complicaciones relacionadas con la enfermedad del COVID-19.

## Educación y primeros años
Creció en Uganda antes de que su familia fuera llevada al exilio con Idi Amin, en la década de 1970. Asistió a la escuela secundaria en la India antes de asistir a la Universidad de Sunderland, en Inglaterra. Se graduó en 1980 con una licenciatura (con honores) en química y fisiología. Se casó con un compañero de estudios sudafricano-indio, Praveen Ramjee, y se mudó a Durban, donde comenzó a trabajar en el Departamento de Pediatría de la Facultad de Medicina de la Universidad de KwaZulu-Natal. Después de que nacieron sus dos hijos, terminó su maestría y, posteriormente, un doctorado en 1994.

## Carrera
Después de terminar su doctorado en enfermedades renales de la infancia, se unió al Consejo de Investigación Médica de Sudáfrica como científica. Ascendió rápidamente de rango para encabezar la unidad más grande del Consejo, la Unidad de Investigación de Prevención del VIH. Ayudó a expandir la unidad: de 22 empleados científicos a 350, y su contribución fue fundamental en el crecimiento de su reputación internacional.[cita requerida]
En el momento de su muerte, Ramjee era directora científica en el Instituto Aurum, organización sin fines de lucro de investigación del SIDA y de la tuberculosis, así como directora de la Unidad de Investigación de Prevención del Consejo de Investigación Médica de Sudáfrica. Recibió el Lifetime Achievement Award en la International Microbicide Conference en el 2012. Fue profesora honoraria en la Escuela de Higiene y Medicina Tropical de Londres, en la Universidad de Washington en Seattle y en la Universidad de Ciudad del Cabo. Fue miembro de varios comités locales e internacionales, incluida la Academia de Ciencias de Sudáfrica (ASSAf) y el Consejo Nacional del SIDA de Sudáfrica (SANAC).

## Investigación
Su especialización en la investigación de prevención y tratamiento del VIH la llevó a liderar la expansión de los ensayos clínicos de prevención y tratamiento de la fase I a la fase III en la zona metropolitana de Durban como investigadora principal de la Unidad de Ensayos Clínicos. Le preocupaba que el enfoque no solo debería centrarse en los ensayos clínicos, sino también en el tratamiento acompañado de educación y atención para la prevención del VIH. En una entrevista, declaró: “Las mujeres son las más afectadas por el VIH en esta región, y todavía hay mucho por hacer para abordar los problemas de salud en los países en desarrollo. Existe la necesidad de [un] enfoque más holístico para la prevención del VIH, que debería incluir la atención de salud reproductiva para las mujeres”. Fue una de los primeros científicos sudafricanos en trabajar en el desarrollo de microbicidas.
Recibió la medalla de oro MRC Scientific Merit Award 2017.
Como académica, publicó más de 170 artículos y fue revisora y editora de varias revistas científicas.

## Fallecimiento
Se hallaba en Londres para dar una conferencia en la Escuela de Higiene y Medicina Tropical de Londres el 17 de marzo, titulada "VIH: diversos desafíos entre niños y mujeres en Asia y África". A su regreso a Sudáfrica, se sintió mal y fue hospitalizada. Murió debido a complicaciones relacionadas con la enfermedad COVID-19, causada por el virus SARS-CoV-2 durante la pandemia. David Mabuza, vicepresidente de Sudáfrica, dirigió los homenajes llamándola "campeona en la lucha contra la epidemia del VIH". Como presidente del Consejo Nacional del SIDA de Sudáfrica, declaró: "La muerte de la profesora Ramjee es un duro golpe para la totalidad del sector de la salud y la lucha mundial contra el VIH/SIDA". Salim Abdool Karim, directora del Centro para el Programa de Investigación sobre el SIDA en Sudáfrica, elogió su trabajo para las mujeres y dijo: "Ella participó en casi todos los ensayos importantes de prevención del VIH con microbicidas... y definió su nicho en el desarrollo de tecnologías para mujeres". La presidenta del Centro de Investigación Médica de Sudáfrica, Glenda Gray, también rindió homenaje a su trabajo: "(Gita Ramjee) trató de abordar todo el ecosistema que hace a las mujeres vulnerables, desde lo biológico hasta lo político".[cita requerida]